# Irena Stawowy
Irena Barbara Stawowy-Wojnarowska (ur. 26 marca 1926 w Wołożynie, zm. 27 listopada 1993 w Warszawie) – polska pedagog, surdopedagog, organizatorka opieki instytucjonalnej dla dzieci głuchych.

## Życiorys
Była córką nauczyciela Baltazara (1894-1973) oraz Amalii z Novotnych (1899-1979), którzy ślub zawarli około 1925. W latach 1939–1945 mieszkała w Myślenicach, a potem przeprowadziła się do Krakowa, gdzie w 1948 zdała maturę w Liceum Pedagogicznym. Pracowała początkowo w Szkole Podstawowej Specjalnej dla Dzieci Głuchych im. Jana Siestrzyńskiego i w tym okresie wstąpiła do Związku Nauczycielstwa Polskiego. Od 1950 do 1952 studiowała w warszawskim Instytucie Pedagogiki Specjalnej. Po zakończeniu nauki pracowała  w zakładach dla dzieci głuchych w Krakowie i Gołotczyźnie. Zorganizowała też (1957) w Michalinie pierwsze w Polsce przedszkole dla dzieci głuchych z internatem i placówką tą kierowała do 1960. Od 1960 była starszym wizytatorem w warszawskim kuratorium oświaty, a w latach 1961-1971 ponownie kierowała placówką w Michalinie.
W 1962 otrzymała na Uniwersytecie Warszawskim tytuł magistra (praca: Organizacja zajęć w przedszkolu jako obraz zaspokajania potrzeb dziecka głuchego w wieku przedszkolnym). Konstruowała w tym czasie pierwsze polskie aparaty stacyjne i aparaty słuchowe dla dzieci przedszkolnych. Doktoryzowała się 1 lipca 1967 pod kierunkiem Janiny Doroszewskiej (praca: Problem wyrazistości wyuczonej mowy człowieka głuchego). Od 1975 pozostawała w komitecie redakcyjnym czasopisma Szkoła specjalna. Habilitowała się 14 czerwca 1978 na Wydziale Humanistycznym Uniwersytetu Marii Curie-Skłodowskiej (rozprawa: Modernizacja metod nauczania mowy dzieci głuchych w nauczaniu początkowym). W 1989 wydała książkę Podstawy kształcenia specjalnego stanowiącą kompendium wiedzy w tym zakresie. W 1990 wydała (jako redaktor) materiały metodyczne dla nauczycieli opisujące sposoby realizacji programów pedagogicznych w szkołach specjalnych.

## Zasługi i odznaczenia
Wypromowała 170 nauczycieli i była promotorką sześciu prac doktorskich. Odznaczono ją Złotym Krzyżem Zasługi (1975) i Krzyżem Kawalerskim Orderu Odrodzenia Polski (1978). 

## Rodzina
Miała siostrę Janinę (Pasteruk), nauczycielkę. Wyszła za mąż w 1967 za Zygmunta Wojnarowskiego (zm. 1981), który był nauczycielem specjalnym (nauczał dzieci głuche). Małżeństwo nie miało dzieci.